# Parovactis
Parovactis is een geslacht van neteldieren uit de klasse van de Anthozoa (bloemdieren).

## Soort
- Parovactis clavata Leloup, 1964